# Torfowisko Wielkie Błoto
Torfowisko Wielkie Błoto este o arie protejată (sit de importanță comunitară — SCI) din Polonia întinsă pe o suprafață de 338,69 ha, integral pe uscat.

## Localizare
Centrul sitului Torfowisko Wielkie Błoto este situat la coordonatele 50°01′08″N 20°16′25″E / 50.0188°N 20.2735°E.

## Înființare
Situl Torfowisko Wielkie Błoto a fost declarat sit de importanță comunitară în octombrie 2009 pentru a proteja 3 specii de animale.

## Biodiversitate
Situată în ecoregiunea continentală, aria protejată nu include niciun habitat protejat.
La baza desemnării sitului se află mai multe specii protejate de  nevertebrate (3): fluturele purpuriu (Lycaena dispar), Phengaris nausithous, Phengaris teleius.